# リヴィウ物理数学リツェイ
リヴィウ物理数学リツェイ（ウクライナ語: Львівський фізико-математичний ліцей、略称：ЛФМЛ）は、ウクライナのリヴィウにあるリヴィウ国立イヴァン・フランコ大学付属の中等教育機関であり、寄宿学校である。優秀な高校生を対象に、物理学・数学および化学・生物学の2つの専門プロファイルで教育を行う。ウクライナの雑誌「ウクライナ語: Фокус」のランキングで、2012年と2017年に国内最高の教育機関に選ばれた。

## 歴史
リツェイは1991年、1960年に建設された旧寄宿学校の建物を利用して設立された。同年、最初の入試が行われ、授業が開始された。設立にはウクライナ国立科学アカデミー西部科学センター（院士ヤロスラフ・ピドストリハチ）とリヴィウ国立イヴァン・フランコ大学が関与した。当初は物理学・数学プロファイルのみだったが、1994年に化学・生物学プロファイルが追加された。
歴代校長：
- パヴロ・ホブゼイ（1991年–1993年）
- マルヤン・ドボセヴィチ（1993年–現在）

## 学習課程
リツェイでは、物理学・数学および化学・生物学の2つのプロファイルで教育を行う。入学は7年生および8年生（日本の小学6年～中学2年相当）終了後の内部試験による。競争率は約2:1である。全国オリンピアードの第3段階（1等および2等）の優勝者は無試験で入学可能。他地域からの生徒には寮が提供される。リヴィウ州で唯一、6日制の授業を行う学校である。
リツェイは以下の国際・国内コンテストを主催：
- 国際数学コンテスト「カンガルー」（英語版）[4]
- 国際情報学コンテスト「ビーバー」（英語版）[5]
- 全国物理コンテスト「ライオン」（ウクライナ語版）（創設者）[6]

毎年、守護聖人大天使ミカエルの記念日に「リツェイの日」を祝う。
生徒は各種オリンピアード、ウクライナ小科学アカデミーの科学研究コンテスト、その他の大会に参加。専門科目では地区予選を免除され、直接州オリンピアードに出場する。2012年時点で、設立以来470人の生徒が全国オリンピアード（数学、物理、生物、化学、情報学など）の第4段階で優勝。24人が国際オリンピアード（数学、物理、生物、化学、情報学、生態学）にウクライナ代表として参加し、20人がメダルを獲得。11人が国際メンデレーエフ化学オリンピアードで優勝した。
リツェイは外部独立評価（ЗНО）で州内1位を維持。2011年のЗНОで全国トップ校方に選ばれ、3科目で満点を取った3人のうち2人がリツェイの生徒だった。

## 教員
教員は競争採用で選ばれ、リヴィウ国立イヴァン・フランコ大学の研究者も授業を担当。2012年時点で40人の教員が在籍し、空席には約10人が応募する。
主な教員：
- ボフダン・ヴォロベツ（ウクライナ語版）（物理学）
- ミロスラフ・ストディルカ（物理数学博士）
- パヴロ・ホブゼイ、ユーリー・クリュチコフスキー、イェウヘン・ペンツァク（ウクライナ語版）、オクサナ・コスティフ、ヴォロディミル・チェルニャヒフスキー、オレクサンドル・ハルチンスキー（物理数学博士候補）
- オレクサンドラ・パルカ、ダリヤ・ビダ（教育学博士候補）
- ミハイロ・リャホヴィチ（化学博士候補）
- カテリナ・フラズノヴァ（生物学博士候補）
- オルハ・フラボヴェツカ、クセニヤ・シモヴィチ、オレクサンドラ・ザハルキフ（言語学博士候補）
- リリヤ・オレクシン（ウクライナ人民教師、オルガ公妃勲章受章者）
- ヴォロディミル・アレクセイチュク、ライサ・クズィク、マルヤン・ドボセヴィチ、ミコラ・ペトルニフ、ヴァシル・ハヴリリュク（ウクライナ語版）、ボフダナ・セムチシン、ミハイロ・ムラシュチュク、ラリサ・ムラシュチュク、オクサナ・タラトゥラ（ウクライナ語版）、アンドリー・ドボセヴィチ（ウクライナ語版）（ウクライナ功労教師）
- ヴォロディミル・ツァール（ソビエト連邦功労スポーツマスター）
- イーホル・テリチン（ウクライナ語版）（功労勲章受章者）
- ヴァレンティナ・ドルニコヴァ（世界文化の最優秀カリキュラム著者、ウクライナ教育省コンクール優勝）

## 文化的影響
卒業生で著名なウクライナ人作家リューブコ・デーレシは、リツェイ生活を題材にした初の小説『カルト (小説)』を執筆。作中の学校はリツェイをモデルとし、その特徴が描かれている。